# Museu da Polícia Civil do Estado do Rio de Janeiro
O Museu da Polícia Civil do Estado do Rio de Janeiro é um museu localizado na cidade brasileira do Rio de Janeiro e que foi fundado em 1912, com a finalidade de ser um meio auxiliar de ensino da Escola de Polícia e integrou um projeto desenvolvido pelo governo federal para reformar e modernizar a Polícia Civil do Rio de Janeiro, substituindo os métodos empíricos de investigação pelas técnicas mais novas em uso na Europa, apoiadas nas perícias criminal e médico-legal.
Na última reforma da estrutura da Polícia Civil, nos termos do Decreto nº 41.073, de 13 de dezembro de 2007, o Museu passou à subordinação da Subchefia Administrativa da instituição, enfatizando-se a sua missão cultural e integração social.

## Leituras adicionais
- CORRÊA, Alexandre Fernandes. O Museu Mefistofélico e a distabuzação da magia: análise do tombamento do primeiro patrimônio etnográfico do Brasil. São Luis/MA: EDUFMA, 2009, 192p. il.